# Ketlen Wiggers
Ketlen Wiggers (Rio Fortuna, 7 de janeiro de 1992) é uma futebolista brasileira que atua como atacante. Atualmente, joga no Santos.
É a maior artilheira da história das Sereias da Vila com mais de 200 gols marcados.

## Carreira

### Clubes

#### Santos
Começando sua carreira no Santos aos 15 anos de idade, sendo a segunda jogadora mais nova a estrear com a camisa do clube (atrás apenas de Coutinho, aos 14 anos). Logo em sua estreia, marcou um gol e tornou-se a segunda jogadora mais jovem a marcar pelo Peixe.

#### Caso Flamengo
Após longa passagem pelas Sereias, Ketlen assinou com o Flamengo. O Rubro-Negro assumiria a equipe feminina do Peixe, que alegava desmonte da equipe feminina para manter Neymar na equipe por mais algum tempo, embora o mesmo tenha oferecido ajuda para manter a equipe. O Flamengo, porém, não mandou um representante à corte arbitral e o clube não se inscreveu para o Campeonato Carioca Feminino, ficando fora da competição.

##### Bangu
Devido ao descaso da diretoria flamenguista com o futebol feminino, as jogadoras e a comissão técnica foi absorvida por outros clubes. A maior parte das jogadoras ex-Santos foi contratada pelo Bangu do Rio de Janeiro, Ketlen esteve entre elas.

#### Vitória das Tabocas
Em 2011, Ketlen e outras atletas que começaram que despontaram no Santos transferiram-se para o Vitória das Tabocas de Pernambuco.

#### Vittsjö GIK
Em 2013, a atacante comediu sua carreira internacional pelo Vittsjö Gymnastik och Idrottsklubb da Suécia.

#### Centro Olímpico
Porém rapidamente, após passagem rápida, retorna ao Brasil e acerta com o Centro Olímpico ainda em 2013. Permanece na equipe até o final de 2014.

#### Boston Breakers
Em dezembro de 2014, o treinador Tom Durkin do Boston Breakers, equipe dos Estados Unidos, levou Ketlen para atuar na equipe na temporada de 2015 junto com Marta, sua ex-companheira de Santos. Porém, a atleta enfrentoy dificuldades de adaptação devido à saudade da família e por estar longe de sua casa no Brasil, assim acabou atuando apenas no primeiro jogo da temporada contra o Portland Thorns, sendo substituída aos 61 minutos.

#### Retorno ao Santos
Em 8 de maio de 2015, após receber convite para voltar à equipe do então presidente do Santos, Modesto Roma Júnior, Ketlen acertou a rescisão com o Boston Breakers e seu retorno ao seu clube de formação.
Em dezembro de 2020, Ketlen se tornou a primeira mulher a estampar os muros do CT Rei Pelé. Em março de 2023, ela atingiu a marca de 300 jogos pelas Sereias da Vila.
Em 29 de junho de 2024, no jogo contra o São José válido pela sexta rodada do Campeonato Paulista Feminino, marcou duas vezes na goleada por 5 a 1 das Sereias da Vila, alcançando a marca de 200 gols pelo clube. No mesmo ano, acabou fazendo parte do elenco que rebaixou o Santos pela primeira vez para o Campeonato Brasileiro da Série A2.

### Seleção Brasileira
Participou, pela Seleção Brasileira, do Campeonato Sul-Americano Sub-17 de 2008, Copa do Mundo Sub-17 de 2008, Copa do Mundo Sub-20 de 2008, Campeonato Sul-Americano Sub-20 de 2010, Copa do Mundo Sub-20 de 2010, Jogos Pan-Americanos de Guadalajara 2011, Campeonato Sul-Americano Sub-20 de 2012 e Copa do Mundo Sub-20 de 2012.

## Títulos

#### Santos
- Liga Nacional: 2007
- Campeonato Paulista: 2007, 2010 e 2018
- Copa do Brasil: 2008 e 2009
- Liga Paulista: 2009
- Copa Libertadores da América: 2009
- Torneio Internacional Interclubes: 2011
- Campeonato Brasileiro: 2017
- Copa Paulista: 2020 e 2024

#### Vitória das Tabocas
- Campeonato Pernambucano: 2011 e 2012

#### Centro Olímpico
- Campeonato Brasileiro: 2013

#### Seleção Santista
- Jogos Regionais: 2007

#### Seleção Brasileira
- Campeonato Sul-Americano Sub-20: 2010 e 2012
- Medalha de Prata nos Jogos Pan-Americanos de Guadalajara 2011

### Prêmios individuais
- Artilheira do Campeonato Sul-Americano Sub-20: 2012 (9 gols)
- Artilheira do Campeonato Pernambucano: 2012 (19 gols)